# Ludovic Fabregas
Ludovic Fabregas (* 1. Juli 1996 in Perpignan, Frankreich) ist ein französischer Handballspieler. Der Kreisläufer spielt seit 2023 für Telekom Veszprém in der ungarischen NB 1. Im September 2021 wurde ihm für den Gewinn der Goldmedaille mit der französischen Nationalmannschaft bei den Olympischen Spielen in Tokio der Ritterorden der Französischen Ehrenlegion verliehen.

## Karriere

### Verein
Der 1,98 m große und 103 kg schwere Rechtshänder begann mit dem Handballspiel 2004 bei Banyuls HB. 2011 wechselte er in die Jugendabteilung von Montpellier Handball. Beim französischen Rekordmeister debütierte Fabregas in der Saison 2013/14 in der ersten französischen Liga und im EHF-Pokal. Mit Montpellier gewann er 2016 den französischen Pokal und Ligapokal und wurde 2015 und 2018 Vizemeister. Im EHF-Pokal 2013/14 unterlag er im Endspiel Pick Szeged. 2018 triumphierte er in der EHF Champions League und im Super Globe.
Anschließend wechselte der Kreisläufer zum spanischen Spitzenklub FC Barcelona, mit dem er 2019 und 2020 jeweils Meisterschaft, Copa ASOBAL, Königspokal und Supercup gewann. In der EHF Champions League verlor er das Finale 2020 gegen den THW Kiel. Im darauffolgenden Jahr gewann er mit Barcelona die EHF Champions League. Fabregas wurde von der IHF als einer von fünf Kandidaten für die Wahl zum Welthandballer des Jahres 2021 nominiert. In der Saison 2021/22 verteidigte er mit Barcelona den Titel in der Champions League. Im Finale verwandelte er den entscheidenden Siebenmeter im Siebenmeterwerfen zum Titelgewinn.
Zur Saison 2023/24 wechselte er zum ungarischen Rekordmeister Telekom Veszprém. Mit Veszprém gewann er 2024 den ungarischen Pokal, 2024 und 2025 die ungarische Meisterschaft sowie 2024 die Vereinsweltmeisterschaft. Er verließ den Verein nach der Saison 2024/25.
Ab Sommer 2025 wird er erneut für den FC Barcelona auflaufen.
Bei den EHF Excellence Awards im Jahr 2023 sowie 2024 wurde er jeweils als bester Kreisläufer der zurückliegenden Spielzeit ausgezeichnet.

### Nationalmannschaft
Mit der französischen Junioren-Auswahl gewann Fabregas die U-18-Handball-Europameisterschaft der Männer 2014 und U-19-Handball-Weltmeisterschaft 2015.
In der Französischen A-Nationalmannschaft debütierte Ludovic Fabregas am 10. Juni 2015 gegen Tschechien. Er bestritt bisher 126 Länderspiele, in denen er 285 Tore erzielte. Bei den Olympischen Spielen 2016 gewann er die Silbermedaille. Bei der Weltmeisterschaft 2017 wurde er Weltmeister. Bei der Europameisterschaft 2018 und der WM 2019 gewann er Bronze. Mit Frankreich gewann er bei den Olympischen Spielen in Tokio die Goldmedaille. Zusätzlich wurde er am Turnierende in das All-Star-Team gewählt. Bei der Weltmeisterschaft 2023 gewann er mit Frankreich die Silbermedaille, zudem wurde er erneut ins All-Star-Team gewählt. Bei der Europameisterschaft 2024 gewann er mit Frankreich die Goldmedaille, dabei kam er in allen neun Spielen zum Einsatz und warf 44 Tore. Zudem wurde er erneut in das All-Star-Team berufen. Bei der Weltmeisterschaft 2025, bei der Frankreich Bronze gewann, wurde er in acht Partien eingesetzt und warf 23 Tore.

## Erfolge
- mit Montpellier HB
  - Französischer Vizemeister 2015, 2018
  - Französischer Pokalsieger 2016
  - Französischer Ligapokal 2016
  - EHF-Pokal-Finalist 2014
  - EHF-Champions-League-Sieger 2018
  - Super-Globe-Sieger 2018

- mit dem FC Barcelona
  - Spanischer Meister 2019, 2020, 2021, 2022, 2023
  - Spanischer Pokalsieger 2019, 2020, 2021, 2022
  - Spanischer Königspokal 2019, 2020, 2021, 2022
  - Spanischer Supercup 2018, 2019, 2020, 2021
  - Katalanischer Supercup: 2018, 2019, 2020, 2021, 2022
  - EHF-Champions-League-Sieger 2021, 2022
  - EHF-Champions-League-Finalist 2020
  - Super-Globe-Sieger 2019
  - All-Star-Team der Liga ASOBAL: 2019, 2020, 2021, 2022

- mit Telekom/One Veszprém
  - Ungarischer Meister: 2024, 2025
  - Ungarischer Pokalsieger: 2024
  - Vereinsweltmeisterschaft 2024

- mit der französischen Nationalmannschaft
  - U-18-Europameister 2014
  - U-19-Weltmeister 2015
  - Olympische Spiele: Gold 2020, Silber 2016
  - Weltmeisterschaft: Gold 2017, Silber 2023, Bronze 2019 und 2025
  - Europameisterschaft: Gold 2024, Bronze 2018

- * EHF Excellence Awards 2023, 2024